# Barca (Eslovàquia)
|  | Per a altres significats, vegeu «Barca». |

Barca és un poble i municipi d'Eslovàquia. Es troba a la regió de Banská Bystrica.

## Història
La primera menció escrita de la vila es remunta al 1334.

## Demografia
| Godina             | 1994 | 2004    | 2014    | 2024    |
| ------------------ | ---- | ------- | ------- | ------- |
| Nombre de persones | 300  | 451     | 553     | 614     |
| Diferència         |      | +50,33% | +22,61% | +11,03% |

| Godina             | 2023 | 2024   |
| ------------------ | ---- | ------ |
| Nombre de persones | 604  | 614    |
| Diferència         |      | +1,65% |